# Gregory Bruce Jarvis
Gregory Bruce „Greg“ Jarvis (* 24. August 1944 in Detroit, Michigan USA; † 28. Januar 1986 bei Cape Canaveral, Florida) war ein US-amerikanischer Techniker, der als Nutzlastspezialist am Space-Shuttle-Flug STS-51-L (Raumfähre Challenger) teilnahm und dabei ums Leben kam.

## Leben
Nach der High School besuchte Jarvis die State University of New York in Buffalo und erhielt 1967 seinen Bachelor in Elektrotechnik. Er setzte sein Studium an der Northeastern University in Boston, Massachusetts fort und legte 1969 seine Prüfung zum Master ab. Während dieser Zeit arbeitete er gleichzeitig für den US-Rüstungs- und Elektronikkonzern Raytheon, wo er an der Entwicklung der Boden-Luft-Rakete SAM-D beteiligt war.
Jarvis trat im Sommer 1969 der US-Luftwaffe (USAF) bei. Er wurde nach Kalifornien geschickt und war im Programmbüro für Satellitenkommunikation der USAF-Weltraumabteilung tätig. Dort war er als Elektronikexperte mit der Entwicklung militärischer Nachrichtensatelliten befasst, bis er die Air Force verließ. In Los Angeles besuchte er die West Coast University und studierte wissenschaftliche Betriebsführung. Er besuchte alle erforderlichen Kurse für einen Master, legte jedoch die Prüfung nicht ab.

## Karriere
Nach seinem ehrenvollen Abschied von der USAF fand Jarvis 1973 eine Anstellung bei Hughes Aircraft. Er war Techniker in der Raumfahrtabteilung und arbeitete am MARISAT-Programm (MARItime SATellite). Zwei Jahre später wurde er zum Integrationsmanager für den dritten Vertreter dieser Satellitenreihe befördert, der im Oktober 1976 gestartet wurde. 1978 wurde er zum Advanced Program Laboratory versetzt, wo er den Militärsatelliten Syncom IV (LEASAT) entwickelte, der für einen Start mit dem Space Shuttle konzipiert wurde. Später war er Entwicklungsingenieur für die Satellitenstruktur und schließlich Leiter der Integrationsabteilung für die ersten LEASAT-Trabanten.
Aus 600 firmeneigenen Bewerbern war Jarvis für einen Flug mit der US-Raumfähre ausgewählt worden. Ursprünglich sollte er auf STS-51-D im Frühjahr 1985 starten, bei dem ein LEASAT-Satellit ausgesetzt wurde. Durch Veränderungen in der Shuttle-Flugplanung rutschte Jarvis’ Einsatz zunächst auf 51-I, dann auf 61-C und schließlich auf STS-51-L.

## Tod
Es war für die Mission vorgesehen, dass nach dem Aussetzen des zweiten Kommunikationssatelliten der TDRS-Reihe der sich seinerzeit in Erdnähe befindende Halleysche Komet beobachtet werden sollte. Dazu war der Satellit SPARTAN an Bord, der am dritten Flugtag abgesetzt werden sollte, um 40 Stunden ungestört den Kometen observieren zu können. Jarvis hatte vor, während des Fluges das Verhalten von Flüssigkeiten in der Schwerelosigkeit zu erforschen. Dazu sollte er für seine Firma mit verschiedenen Behältern experimentieren, zwischen denen Flüssigkeiten hin und her gepumpt werden sollten. Als der Shuttle am 28. Januar 1986 startete, explodierte dieser nur 73 Sekunden später. Dabei kamen alle sieben Astronauten ums Leben.
Jarvis hinterließ seine Ehefrau Marcia.

## Ehrungen

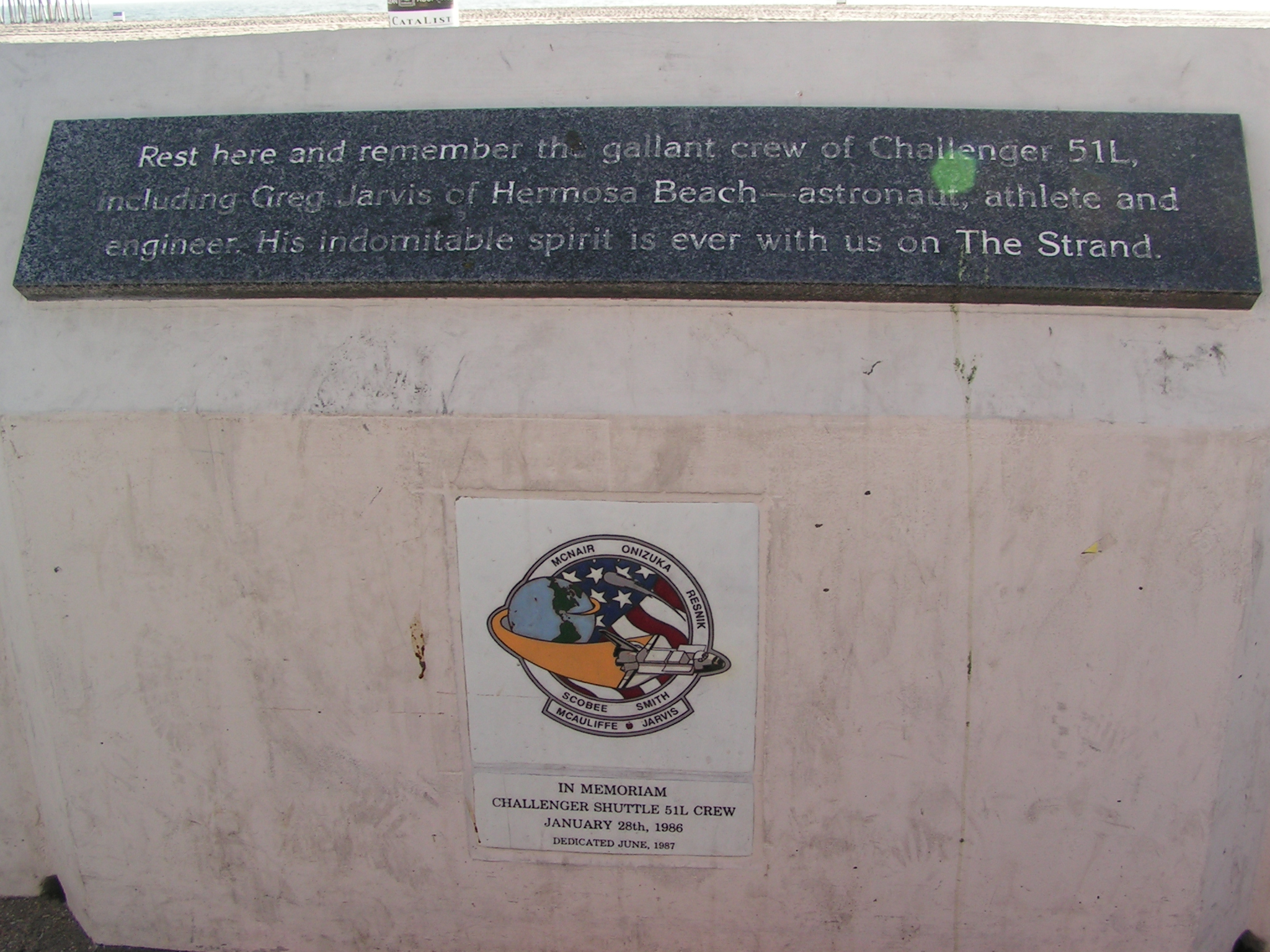
Gedenktafel in Hermosa Beach (Kalifornien)

Zu Ehren des Ingenieurs wurden an seinem Heimatort Mohawk – 280 Kilometer nördlich von New York City – eine Schule (Gregory B. Jarvis Junior/Senior High School) und ein Wasserkraftwerk (Gregory B. Jarvis Plant) nach ihm benannt. Außerdem trägt ein Gebäude seiner Alma Mater, der State University of New York, seinen Namen (Jarvis Hall). 1986 wurde der Asteroid (3353) Jarvis und 1988 der Mondkrater Jarvis nach ihm benannt.